# Odontopera defasciata
Odontopera defasciata là một loài bướm đêm trong họ Geometridae.